# Newsmax
Newsmax est une chaîne d'information en continu conservatrice, américaine fondée par Christopher Ruddy.